# Colonia José María Morelos, Veracruz
Colonia José María Morelos är en ort i Mexiko.   Den ligger i kommunen Amatlán de los Reyes och delstaten Veracruz, i den sydöstra delen av landet, 240 km öster om huvudstaden Mexico City. Colonia José María Morelos ligger 678 meter över havet och antalet invånare är 296.
Terrängen runt Colonia José María Morelos är varierad. Runt Colonia José María Morelos är det tätbefolkat, med 570 invånare per kvadratkilometer. Närmaste större samhälle är Córdoba, 5,4 km väster om Colonia José María Morelos. Trakten runt Colonia José María Morelos består till största delen av jordbruksmark.